# Mořinka
Mořinka település Csehországban, a Berouni járásban. Mořinka Mořina, Karlík, Roblín, Hlásná Třebaň és Lety településekkel határos. Lakosainak száma 167 fő (2024. január 1.).

## Népesség
A település lakosságának változását az alábbi diagram mutatja:
| Lakosok száma | 337  | 321  | 294  | 237  | 152  | 112  | 155  | 161  | 172  | 167  |
|               | 1869 | 1890 | 1921 | 1950 | 1980 | 2001 | 2017 | 2019 | 2022 | 2024 |